# 神田正夫
神田 正夫（かんだ まさお、1914年7月5日 - 没年不詳）は、日本の俳優。本名は柳下 政雄（やなぎした まさお）。神奈川県出身。

## 人物
友田恭助の土曜会から俳優としてのキャリアをスタートさせる。1941年に東宝劇団に入団。東宝移動文化隊に転属した後、応召を受ける。復員後は劇団東芸を経て、第一協団に参加。

## 出演

### 映画
- 虹の谷（1955年） - 卯七 役

### テレビドラマ

#### NHK
- 事件記者
  - 第72話「魔酒」（1959年9月2日） - 北崎 役
  - 第363話「悪銭」（1965年7月27日）
- 大河ドラマ
  - 勝海舟 第16話 - 第19話（1974年4月21日 - 5月12日） - 彦助 役
  - 風と雲と虹と 第19話・第20話・第34話 - 第41話・第46話・第47話・第49話・最終話（1976年5月9日・5月16日・8月22日 - 10月10日・11月14日・11月21日・12月5日・12月26日） - 栗麻 役
  - 花神
    - 第1話「三条木屋町」（1977年1月2日） - 卯吉 役
    - 第37話「亀山社中」（1977年9月11日） - 下宿の親爺 役

  - 黄金の日日 第40話（1978年10月8日） - 下男 役
  - 草燃える 最終話（1979年12月23日） - 千葉胤綱 役
  - 獅子の時代（1980年1月6日 - 12月21日） - めし屋の老人 役
  - 峠の群像 第1話（1982年1月10日） - 牧野成貞 役
  - 徳川家康 第10話（1983年3月13日） - 家臣 役
  - 山河燃ゆ 第21話（1984年5月27日） - 老人 役
  - 春の波涛 第47話（1985年11月24日） - 宿直員 役
  - 春日局 最終話（1989年12月17日） - 農民 役
  - 太平記 第41話（1991年10月13日） - 薬師 役
- 春風馬堤曲（1974年11月3日）
- なぞの転校生（1975年11月17日 - 12月3日） - 警官 役
- 土曜ドラマ（NHK）
  - 兄とその妹（1978年） - 老人 役
- 連続テレビ小説
  - おていちゃん（1978年4月3日 - 9月30日）
  - おしん 第63話・第64話・第70話（1983年6月15日・16日・23日） - 徳造 役
  - 君の名は 第166話・第167話（1991年10月10日・11日） - 屋台の親爺 役
- 松本清張シリーズ・火の記憶（1978年10月28日） - 役場の戸籍係 役
- 立花登 青春手控え 第10話・第12話・第13話・第17話・第22話（1982年6月16日・30日・7月7日・8月4日・9月22日） - 万平 役
- 御宿かわせみ 第2シリーズ 第19話（1983年3月9日）
- 日本の面影 第1話・第2話（1984年3月3日・10日）
- 「花丸銀平」（1984年4月2日 - 27日）
- 女殺油地獄（1984年9月29日）
- まんが道 第13話（1986年12月3日） - 守衛 役
- 大石内蔵助 冬の決戦（1991年1月1日）

#### 日本テレビ
- 勝海舟（1958年9月4日 - 25日）
- 雑草の歌「雀っ子」（1959年10月16日）
- 夫婦百景
  - しわんぼ亭主（1960年5月9日）
  - チョキチョキ女房（1960年5月23日）
- 人生うらおもて「嫉妬の報酬」（1960年9月8日）
- 無用ノ介 第15話（1969年7月19日） - 酒屋の親爺 役
- 水滸伝 第18話（1974年1月29日） - 農民 役
- 太陽にほえろ!
  - 第104話「葬送曲」（1974年7月12日）
  - 第575話「向い風」（1983年11月4日）
- 伝七捕物帳
  - 第37話「天女の舞・夫婦花火」（1974年7月30日） - 玉屋 役
  - 第99話「命を賭けた一分銀」（1976年2月3日） - 経師屋の主人 役
  - 最終話「大江戸裏町出世双六」（1977年10月11日） - 大店の主人 役
- 愛が見えますか…（1976年9月27日 - 10月29日）
- 気まぐれ天使 第4話・第6話・第8話・第16話（1976年10月27日・11月10日・24日・1977年1月19日）
- 前略おふくろ様 第2シリーズ 第16話（1977年2月4日） - 屋台のおやじ 役
- 新五捕物帳
  - 第16話「おらが村にも春が来た」（1978年1月31日） - 義左衛門 役
  - 第59話「女がはめた罠」（1979年2月20日） - 居酒屋の老爺 役
  - 第93話「大江戸初春侍小僧」（1980年1月8日）
  - 第124話「子が結ぶ夫婦仲」（1980年11月25日）
  - 第132話「花影に母の愛」（1981年1月20日）
  - 第138話「ひとり泪の寒雀」（1981年3月10日） - 茶店のおやじ 役
  - 第166話「はかなき百両の恋」（1981年12月22日）
  - 第170話「	向島から来た女」（1982年1月19日） - 席亭主 役
  - 第178話「夫婦ざんげ」（1982年3月16日）
- ゆうひが丘の総理大臣 第13話（1979年1月10日）
- 警視-K 第4話「LiLi」（1980年10月28日）- マンション管理人
- 私はタフな女 第4話（1981年5月15日）
- 春姿ふたり鼠小僧（1982年4月6日）
- 火曜サスペンス劇場
  - 「誘拐ツアー」（1982年6月29日）
  - 「娘よ、父は走る!」（1986年1月21日）
  - 「深く埋めて」（1987年10月20日）
- 青春はみだし刑事（1983年10月22日 - 1984年2月25日）

#### TBS
- 赤胴鈴之助（1957年10月2日 - 1959年3月25日）
- 裁判 第8話・第9話（1959年1月14日・21日）
- 雑草の歌
  - 「遠い峡谷」（1960年9月14日・21日）
  - 「総務部付」（1961年1月11日）
- 日立劇場「父と子の山」（1961年4月5日）
- 若いやつ（1962年6月5日 - 9月25日）
- 東芝日曜劇場
  - おもかげの女（1962年7月15日）
  - 春の人（1964年3月15日）
  - 女と質屋（1965年10月3日）
  - 二人だけの道 第1作（1972年8月20日）[3]
  - 放蕩かっぽれ節（1978年5月14日） - 長屋の住人 役[4]
- 女と刀（1967年4月18日 - 10月10日） - 桑田光衛門 役
- ありがとう 第1シリーズ 第29話（1970年10月15日） - 質店の客 役
- 刑事くん 第2部 第10話（1973年6月18日）
- 隠密剣士 突っ走れ! 第4話（1974年1月20日） - 釣り人 役
- 七人の刑事 第3シーズン（1978年4月14日 - 1979年10月19日）
- 混声の森（1978年10月17日 - 11月14日）
- たとえば、愛 第11話（1979年3月22日） - 守衛 役
- 江戸を斬るIV 第24話（1979年7月23日） - 七兵ヱ 役
- 明日の刑事 第89話（1979年9月26日）
- 秘密のデカちゃん 第18話（1981年8月12日）
- ふたりの旅路（1981年8月31日 - 10月30日）
- あした幸福（1981年11月2日 - 12月31日）
- 想い出づくり。 第7話（1981年11月6日）
- 茜さんのお弁当 最終話（1981年12月30日）
- 子どもが「少国民」といわれたころ（1984年3月14日）
- 水曜ドラマスペシャル「危険なふたり」
  - 第4作（1985年4月24日）
  - 第5作（1986年9月17日）
- 橋田壽賀子ドラマ おんなは一生懸命 第13話（1988年1月4日） - キャバレー事務員 役
- 代議士の妻たちII 第6話（1989年2月6日）
- 都会の森 第4話（1990年7月27日）
- 三姉妹（1990年10月6日）
- 月曜ドラマスペシャル
  - モモ子シリーズ 第7作（1990年12月3日）
  - 仙人のいたずら（1991年6月24日）
  - 松本清張作家活動40年記念 迷走地図（1992年3月30日）

#### フジテレビ
- 東芝土曜劇場「空が蒼いと人が死ぬ」（1960年5月28日）
- 宮本武蔵（1961年12月7日 - 1962年9月26日）
- シャープ火曜劇場
  - 女中っ子（1962年2月20日）
  - 野に花ありて（1962年8月7日）
- 三匹の侍
  - 三匹の侍 第1シリーズ 第1話（1963年10月10日）
  - 三匹の侍 第4シリーズ 第25話（1967年3月23日）
- 若者たち 第6話（1966年3月18日）
- 一心太助 第4話（1971年10月24日）
- 闇を斬れ 第4話（1981年4月28日）
- 北の国から
  - 北の国から 第16話（1982年1月29日）
  - 北の国から '87初恋（1987年3月27日）
- 金曜エンタテイメント → 金曜ドラマシアター
  - 三姉妹は電話がお好き!（1988年9月2日）
  - 松本清張作家活動40年記念・張込み（1991年9月27日）
- フローズンナイト〜凍てつく真夏の夜〜（1989年8月12日）
- 奇妙な出来事 第16話（1990年2月19日）
- 日本一のカッ飛び男 第9話（1990年6月4日）
- 世にも奇妙な物語
  - 急患（1991年4月4日） - 救急隊員 役
  - 城（1992年8月13日） - 課長 役
  - サブリミナル（1992年12月30日） - 自殺する老人 役
- 千代の富士物語 第6話（1992年2月9日）
- NIGHT HEAD 第2話（1992年10月16日）
- if もしも 第4話（1993年5月20日）

#### テレビ朝日
- 特別機動捜査隊
  - 第308話「流転の旅路」（1967年9月20日）
  - 第631話「大爆発」（1973年12月5日） - 田村社長 役
  - 第725話「拳銃」（1975年10月1日） - 店主 役
  - 第757話「霊柩車を撃て!」（1976年5月19日） - 野村 役
  - 第795話「愛の終着駅」（1977年2月16日） - 長谷川 役
- 非情のライセンス 第1シリーズ 第16話（1973年7月19日） - 畑山刑事 役
- 特捜最前線
  - 第28話「恐喝 にせ女子大生日記」（1977年10月12日）
  - 第79話「挑戦III・十三歳の旅立ち!」（1978年10月4日）
- 午後の旅立ち 第10話（1981年3月16日） - コーヒー店の老人 役
- ザ・ハングマン
  - ザ・ハングマン 第42話（1981年9月4日）
  - ザ・ハングマンII 第27話（1982年12月17日）
- 土曜ワイド劇場 松本清張の証言（1984年7月7日）
- 問題の教師 第1話（1989年3月2日）
- 外科病棟女医の事件ファイル 第4話（1991年8月1日） - 丸山 役
- 本当にあった怖い話 第12話（1992年7月20日）
- ツインズ教師 第7話・第8話（1993年5月24日・31日）

#### テレビ東京
- 女殺し屋 花笠お竜 第22話（1970年2月28日）
- 月曜・女のサスペンス「死の郵便配達」（1989年9月18日）

### 特撮
- ウルトラシリーズ ウルトラQ 第12話（1966年3月20日、TBS） - 漁師 役
- ファイヤーマン 第21話（1973年5月29日、日本テレビ） - 警官 役
- ジャンボーグA 第28話（1973年7月25日、テレビ朝日） - スクラップ屋 役
- イナズマン 第21話（1973年2月26日、テレビ朝日） - 村人 役
- イナズマンF 第15話（1974年7月30日、テレビ朝日） - 医者 役

### その他
- 私だけが知っている（NHK）
  - 第43回「人間消失」（1958年9月14日）
  - 第55回「セメント貨車」（1958年12月7日）
- シャープクライマックス 人生はドラマだ 第12回（1959年12月26日、日本テレビ）
- NHK特集「シーメンス事件」（1976年4月15日、NHK）
- 日本の戦後（NHK）
  - 第4回「それは、晩餐から始まった 財閥解体への道」（1977年7月28日）
  - 第7回「退陣の朝 革新内閣の九ヶ月」（1977年11月24日）
  - 第8回「審判の日 極東国際軍事裁判」（1977年12月22日）
  - 第9回「老兵は死なず マッカーサー解任」（1978年1月26日）